# Quinton Hosley
Quinton Robert Hosley (New York, 25 marzo 1984) è un ex cestista statunitense naturalizzato georgiano.

## Carriera
Ha iniziato la sua carrieta giocando alla Fresno State University nella NCAA. Nella stagione 2007-08 arriva in Europa firmando per il Karşıyaka nel campionato turco. Qui è stato nominato MVP del torneo.
L'anno seguente va in Spagna per giocare nel Real Madrid nella Liga ACB dove gioca fino al 23 febbraio 2009 quando è stato tagliato per scarso rendimento. Ritorna, quindi, in Turchia dove gioca nel Galatasaray.
Nel campionato 2009-10 ha giocato nell'Aliağa Petkim, sempre nel campionato turco.
A metà luglio 2010 ha firmato un contratto di un anno, con opzione per un altro, con la Joventut Badalona della Liga ACB.
Nell'estate del 2011 firma per la Dinamo Sassari.
Il 9 agosto 2012 si trasferisce in Polonia allo Zielona Góra. Con la compagine polacca vince il campionato nazionale, viene nominato MVP delle finali e partecipa alla Eurocup.
L'8 luglio 2013 si trasferisce alla Virtus Roma firmando un contratto di un anno.

Al termine della stagione torna a giocare nuovamente allo Zielona Góra dove vince la Coppa di Polonia, il campionato nazionale e viene nuovamente nominato MVP delle finali.

Il 3 agosto firma per i russi del Krasnyj Oktjabr', tuttavia dopo un mese viene tagliato e il 6 ottobre firma per i turchi dello Yesilgiresun.

## Palmarès

### Squadra
- Campionato polacco: 3

Zielona Góra: 2012-13, 2014-15
Włocławek: 2017-18
- Coppa di Polonia: 1

Zielona Góra: 2015

### Individuale
- MVP Regular season Campionato turco: 1

Karsiyaka: 2008
- MVP Finali Campionato polacco: 2

Zielona Góra: 2013, 2015
- Miglior difensore della Campionato polacco: 1

Zielona Góra: 2015
- Miglior quintetto del campionato polacco: 1

Zielona Góra: 2015